# Keizer
Keizer (kiejtése: ˈkaɪzər) az Amerikai Egyesült Államok északnyugati részén, Oregon állam Marion megyéjében elhelyezkedő város, a salemi statisztikai körzet része. A 2020. évi népszámlálási adatok alapján 39 376 lakosa van.

## Története
A Willamette folyó partjainál fekvő Keizer Bottom nevét Thomas D. Keizur telepesről kapta; ezt tévesen Keizerként rögzítették. Az 1861-es áradás után a települést magasabbra költöztették, azonban a gát 1950-es megépültéig a folyó többször is elárasztotta.
A területet Salem többször is magához akarta csatolni, azonban Keizer 1982-ben a közeli Clear Lake lakosainak szavazataival városi rangot kapott.

## Népesség
A 2010-es népszámláláskor a városnak 36 478 lakója, 13 703 háztartása és 9498 családja volt. A népsűrűség 1968,6 fő/km2. A lakóegységek száma 14 445, sűrűségük 779,6 db/km2. A lakosok 82,5%-a fehér, 0,8%-a afroamerikai, 1,3%-a indián, 1,6%-a ázsiai, 0,6%-a a Csendes-óceáni szigetekről származik, 9%-a egyéb, 4,1%-a pedig kettő vagy több etnikumú. A spanyol vagy latino származásúak aránya 18,3% (   )
A háztartások 36,9%-ában élt 18 évnél fiatalabb. 51% házas, 13,3% egyedülálló nő, 5% egyedülálló férfi, 30,7% pedig nem család. 24,2% egyedül élt; 10,3%-uk 65 éves vagy idősebb. Egy háztartásban átlagosan 2,64 személy élt; a családok átlagmérete 3,13 fő.
A medián életkor 35,7 év volt. A város lakóinak 27,3%-a 18 évesnél fiatalabb, 8,1% 18 és 24 év közötti, 26,6%-uk 25 és 44 év közötti, 24,7%-uk 45 és 64 év közötti, 13,3%-uk pedig 65 éves vagy idősebb. A lakosok 48%-a férfi, 52%-a pedig nő.

## Kultúra
A májusban megrendezett Iris Festival (más néven KeizerFest) a város nősziromtermesztését mutatja be. December eleje és karácsony között a Keizer Miracle of Christmas Lighting Display keretében Gubser városrészt karácsonyi fényekkel díszítik fel és adományokat gyűjtenek.
A Keizer Heritage Museum a könyvtárnak és a kereskedelmi kamarának is otthont adó egykori iskolaépületben található.

## Oktatás
A város iskoláinak fenntartója a Salem–Keizeri Tankerület.
Az első intézmény 1878-ban nyílt meg; ezt 1915-ben lebontották, és egy évvel később új épületet adtak át. Az 1980-as években a ma közösségi házként szolgáló iskolaépületet biztonsági problémák miatt bezárták, és 1987-ben újat építettek. A növekvő lakosság kiszolgálására 1953-ban átadták a Cummings iskolát. 1955-ben a salemi és keizeri tankerületek egyesültek.

## Média
A Keizertimes hetilap péntekenként 3500 példányszámban jelenik meg.

## Sport
A Salem–Keizer Volcanoes baseballcsapat otthona a Volcanoes Stadion. A McNary Celtics középiskolai csapat több állami bajnokságot is megnyert.

## Nevezetes személyek
- Charles L. McNary, szenátor[18]
- Daniel R. Hokanson, altábornagy[19]
- Deen Castronovo, dobos[20][21]
- Grayson Boucher, streetballjátékos[22]

## Fordítás
- Ez a szócikk részben vagy egészben  a   Keizer, Oregon című angol Wikipédia-szócikk ezen változatának fordításán alapul.  Az eredeti cikk szerkesztőit annak laptörténete sorolja fel. Ez a jelzés csupán a megfogalmazás eredetét és a szerzői jogokat jelzi, nem szolgál a cikkben szereplő információk forrásmegjelöléseként.